# 쌍용 이스타나

KGM 이스타나(KGM Istana)는 KGM이 1995년 4월에 출시한 승합차이다. KGM이 독일의 브랜드인 메르세데스-벤츠와의 제휴로 개발한 승합차로 메르세데스-벤츠가 KGM에게 디젤 엔진 기술을 주는 대신, 소형 상용차의 OEM 제작 조건을 내걸어 개발하였다. 
차명으로 사용된 '이스타나(Istana)'란, 말레이시아어로 '달리는 궁전'을 함축적으로 표현한 뜻에서 비롯된 말이다.

## 1세대

### 이스타나(1995년4월~2004년1월)
12인승, 15인승과 2인승 밴, 6인승 밴 등 4종류가 있고 무쏘에 적용된 2,900cc 95마력의 5기통 OM662 엔진이 얹혀졌다. 1995년 4월 28일 당시 판매 가격은 기본형 기준으로 12인승이 1,071만 원, 15인승이 1,249만 원이었다. 바디 타입은 숏 바디와 롱 바디(옴니) 등 2가지가 있고 국산 소형 버스로는 최초로 전륜구동 방식이 채택되었다. 이로 인해, 엔진이 센터페시아에 위치하여 조수석이 하나만 있고 보닛만 별도로 앞에 있는 형태로 설계되어 엔진 오일과 부동액은 좌석을 들어내고 주입하는 방식이 아닌 보닛을 열어 주입하는 방식으로 되어 있다. 전륜구동이면서 엔진은 세로 배치이기 때문에 샤프트가 90°로 꺾여서 구동축과 연결되는 복잡한 구조로 되어 있어서 미국 보그워너사의 5단 수동변속기만 적용되었다. 또한, 전륜구동 방식이라 프로펠러 샤프트가 필요 없어 공간 확보가 유리하고 전폭과 전고 역시 동급 최대였기 때문에 실내 공간이 넓다. 
1997년 3월에는 투톤 컬러가 새로 적용되었으며, 2001년 1월에는 범퍼 가드와 승용차 형태의 아웃사이드 미러가 새로 적용되고 알루미늄 휠의 디자인이 변경되었다. 한때, 쌍용자동차가 대우자동차에 인수되었을 때는 잠시 대우자동차 엠블럼을 달고 판매되기도 하였다. 2003년 5월 30일에 숏 바디가 단종되고, 이듬 해인 2004년 1월에 수익성과 안정성 문제, 배기가스 규제 미달로 인하여 후속 차종 없이 단종되었다. 이후 같은해 5월에 로디우스가 대체 차종으로 출시되었다. 한편, 중국에서는 상하이기차 계열사인 상하이후이충에서 맥서스 로고를 달고 2004년부터 2010년까지 생산되었다.(쌍용 이스타나 中 현지생산 파이낸셜뉴스, 2003년 1월 30일)

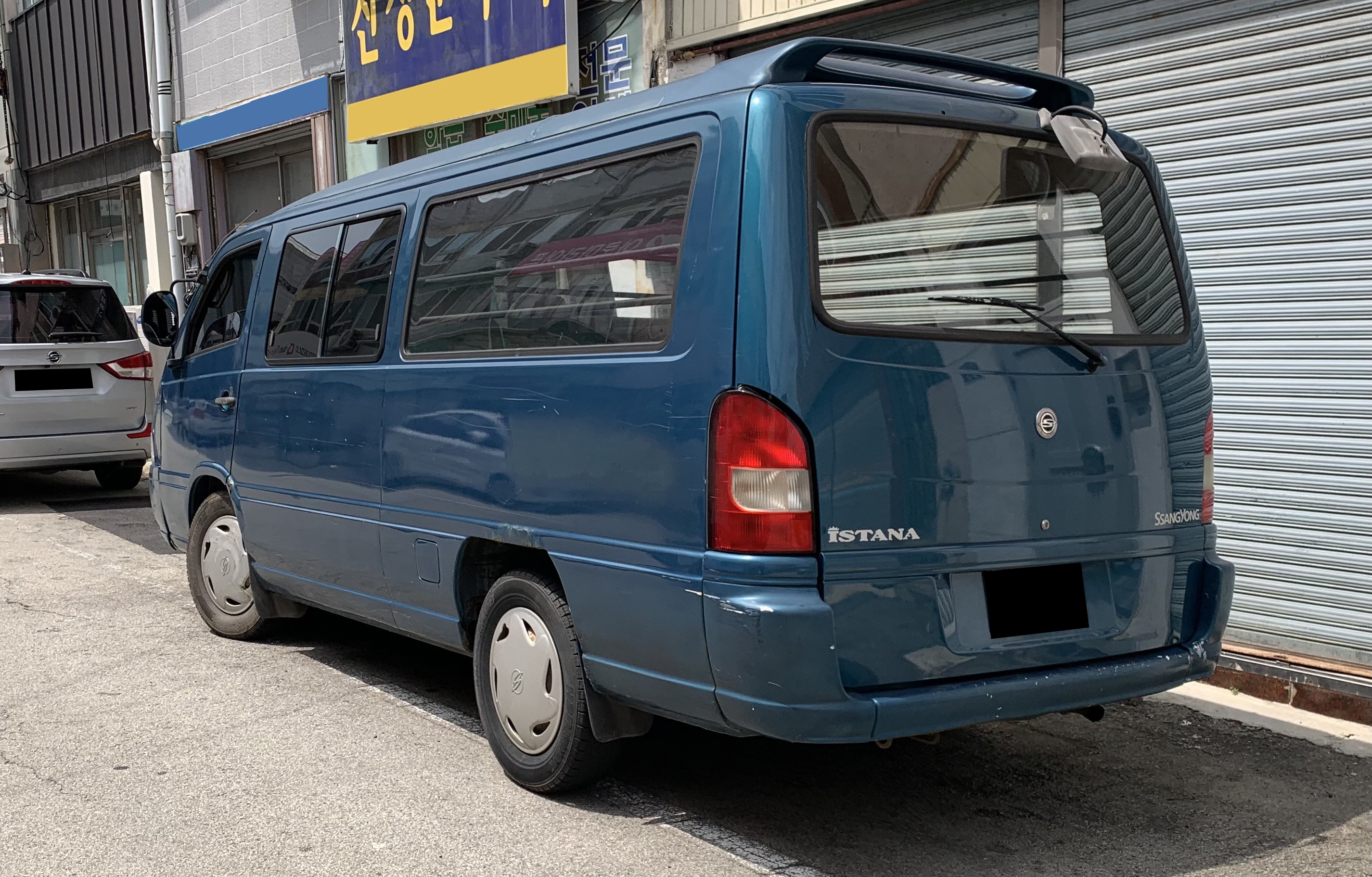
쌍용 이스타나(숏 바디) 후측면
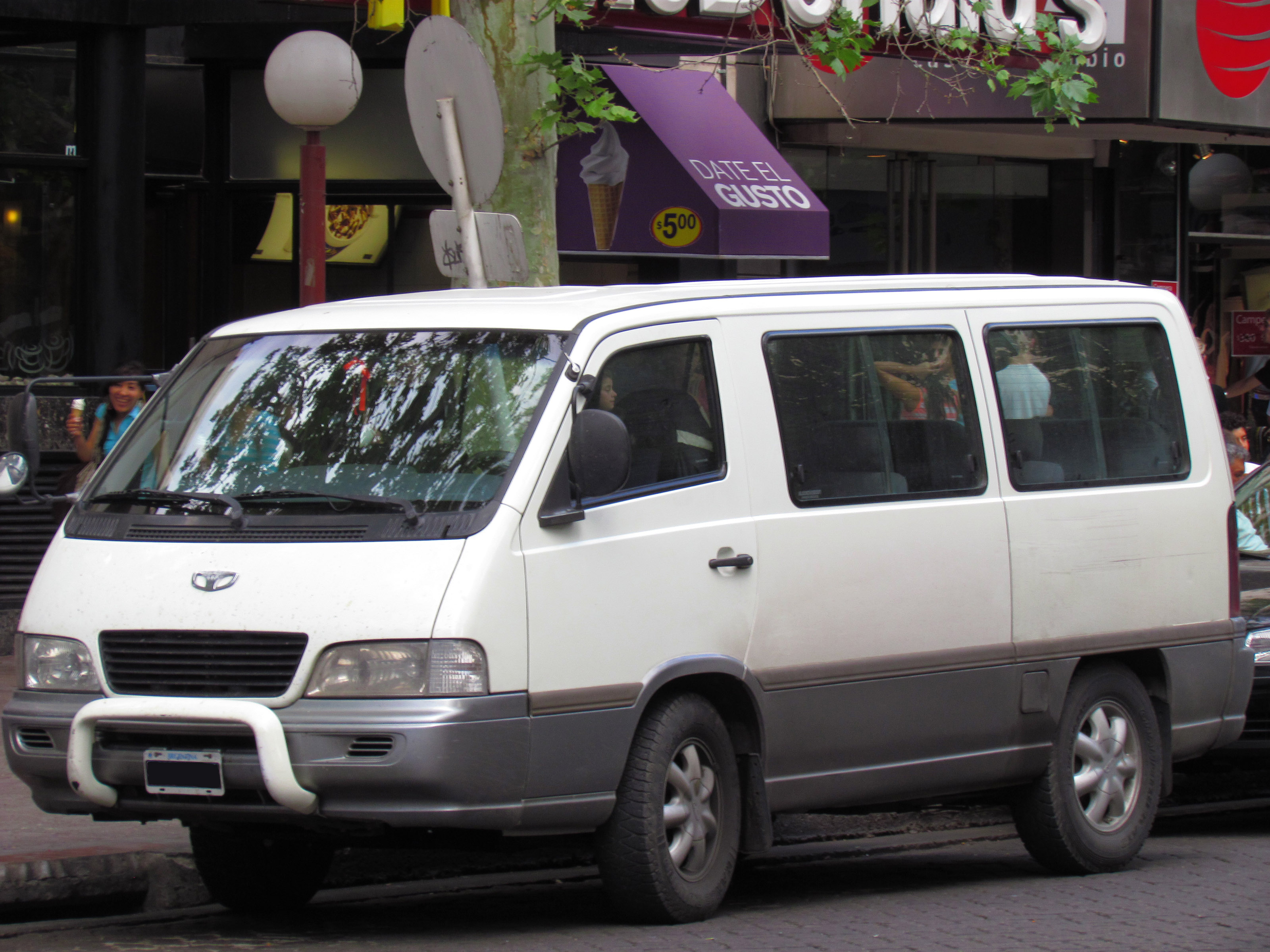
대우 이스타나(숏 바디) 정측면
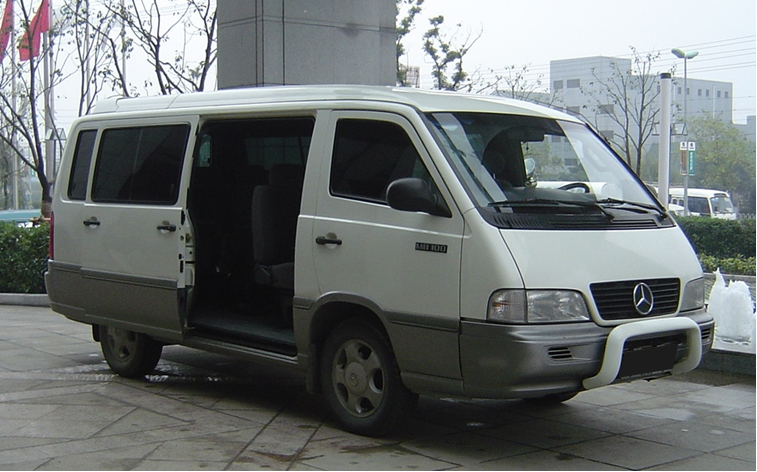
메르세데스-벤츠 MB140 정측면
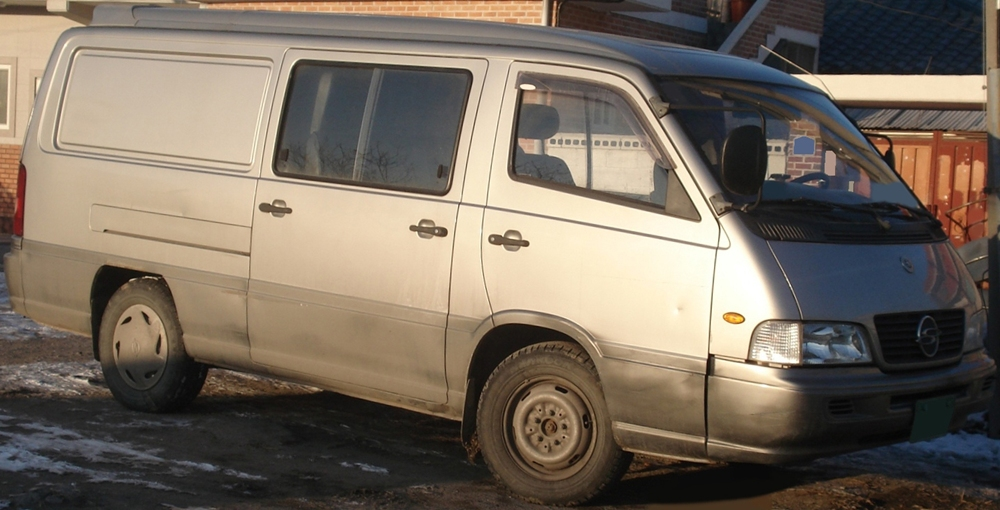
쌍용 이스타나(롱 바디(옴니)) 측면
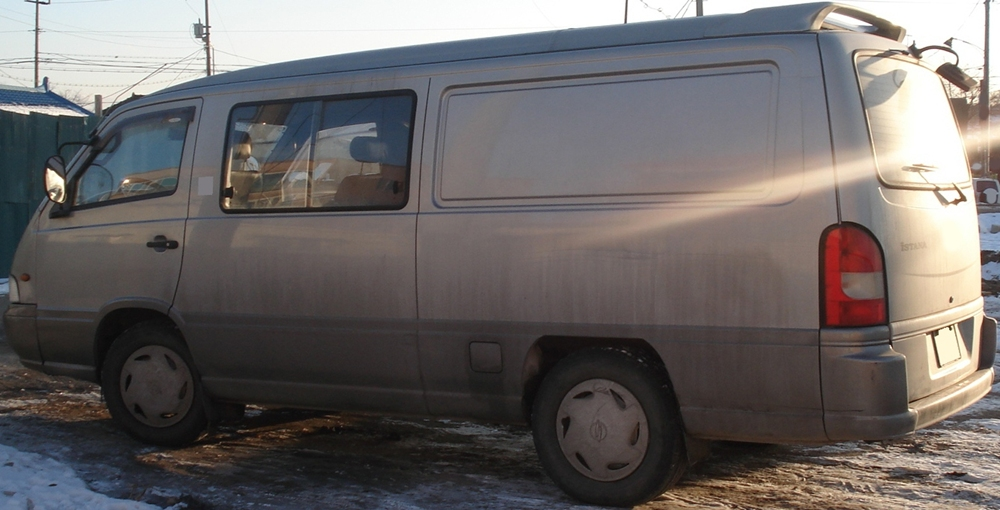
쌍용 이스타나(롱 바디(옴니)) 측면

## 제원
- 전장(mm) : 4,890/5,340(옴니)
- 전폭(mm) : 1,855
- 전고(mm) : 2,000/2,105(하이 루프 적용시)
- 축거(mm) : 2,455/2,680(옴니)
- 윤거(전, mm) : 1,520
- 윤거(후, mm) : 1,530
- 승차정원 : 2명(밴)/6명(밴)/12명/15명
- 변속기 : 수동 5단
- 구동형식 : 전륜 구동
- 서스펜션(전/후) : 더블 위시본/리지드

| 구분               | 2.9                                        |
| ------------------ | ------------------------------------------ |
| 엔진 형식          | 662                                        |
| 연료               | 디젤                                       |
| 기통수/배기량(cc)  | I5/2,874                                   |
| 최고출력(ps/rpm)   | 95/4,000                                   |
| 최대토크(kg*m/rpm) | 19.6/2,400                                 |
| 연비(km/l)         | 15.6(수동 5단) (이후 9.7(수동 5단)로 변경) |